# She-Ra și prințesele puterii
She-Ra și prințesele puterii (în engleză She-Ra and the Princesses of Power) este un serial de animație american dezvoltat pentru Netflix de ND Stevenson și produs de DreamWorks Animation Television. La fel ca serialul Filmation din 1985 She-Ra: Princess of Power, al cărui reboot este, She-Ra și prințesele puterii spune povestea Adorei, o adolescentă care se poate transforma în eroina She-Ra și conduce un grup de alte prințese magice într-o rebeliune împotriva maleficului Lord Hordak și a Hoardei sale.
She-Ra și prințesele puterii a primit aprecieri de la critici, cu elogii deosebite pentru distribuția sa diversă și relația complexă dintre She-Ra și cea mai bună prietenă a ei, devenită inamică, Felintra. În 2019, spectacolul a fost nominalizat pentru un premiu GLAAD Media pentru Programe remarcabile pentru copii și familie, precum și un premiu Daytime Emmy la cea de-a 46-a ediție a premiilor Daytime Emmy. În 2021, serialul a fost la egalitate cu First Day când a câștigat premiul GLAAD Media pentru programe remarcabile pentru copii și familie.
Serialul a rulat pe Netflix de pe 13 noiembrie 2018 până pe 15 mai 2020, având lansate 52 de episoade împărțite în 5 sezoane. La televiziunea liniară, serialul a fost difuzată anterior pe CBBC în Regatul Unit, înainte de a fi mutat pe Pop pe 30 ianuarie 2023.

## Subiect
She-Ra și prințesele puterii are loc pe planeta Etheria și urmărește poveștile Adorei și Felintrei, orfane care au fost crescute pentru a fi soldați în Hoardă. Ele fac parte dintr-o armată diabolică condusă de Hordak, un despot tiranic care visează să cucerească planeta. Într-o zi, după ce s-a pierdut în pădure, Adora găsește o sabie magică care o transformă în legendara Prințesă a Puterii, She-Ra. După ce a aflat că Hoarda este de fapt rea și a provocat suferință Etheriei și locuitorilor săi, Adora decide să se alăture Rebeliunii în lupta împotriva Hoardei. Ea ajută la reconstruirea Alianței Prințeselor, o ligă de regate conduse de alte prințese magice. Noua loialitate a Adorei față de Rebeliune o pune în fața Felintrei, fosta ei prietenă cea mai bună, ale cărei sentimente de trădare și abandon îi întețesc ambițiile personale și o determină să devină dușmanul Adorei. O mare parte din serial se concentrează în jurul conflictului lor.
În primul sezon, Adora ajută la reasamblarea Alianței Prințeselor, care apără cu succes fortăreața rebelă a Lunei Clare împotriva asaltului Hoardei. Între timp, Felintra urcă în ranguri pentru a deveni mâna dreaptă al lui Hordak.
În cel de-al doilea și al treilea sezon, Hordak încearcă să construiască un portal interdimensional care îi va permite să-și contacteze creatorul, războinicul interplanetar Horde Prim. Felintra activează portalul, deși amenință că va sfâșia planeta, iar liderul rebeliunii, regina Angella, se sacrifică pentru al opri.
În cel de-al patrulea sezon, apare o neînțelegere între Adora și prietena ei Rază (fiica Angellei și noua regină a Lunei Clare) când Adora află că sabia ei este cheia unei super-arme antice din Etheria. Pentru a preveni activarea armei, Adora își distruge sabia, pierzând accesul la puterile ei de She-Ra, dar nu înainte ca Etheria să fie trasă printr-un portal, devenind vulnerabilă la atacul armatei lui Horde Prim.
Al cincilea și ultimul sezon urmează călătoria Adorei pentru a elibera Etheria de domnia lui Horde Prim. Adora le salvează pe Felintra (care acum e bună) și Rază de la Horde Prim, descoperind în acest proces puterile ei adormite de She-Ra, dar între timp Horde Prim a supus o mare parte din Etheria cu capacitățile sale de control al minții. Prințesele și Felintra lucrează împreună pentru a dezactiva mintea colectivă a lui Horde Prim și pentru a-l împiedica să acceseze vechea super-armă a Etheriei. În cele din urmă, dragostea Adorei și a Felintrei una pentru cealaltă îi permite She-Rei să distrugă atât arma, cât și pe Horde Prim și să salveze universul de la domnia lui tiranică.

## Episoade
| Premiera originală | Premiera în România | N/o | Titlu în română             | Titlu în engleză           |
| ------------------ | ------------------- | --- | --------------------------- | -------------------------- |
|                    |                     |     |                             |                            |
| PRIMUL SEZON       |                     |     |                             |                            |
|                    |                     |     |                             |                            |
| 13.11.2018         |                     | 01  | Sabia                       | The Sword                  |
| 13.11.2018         | 02                  |     | Sabia                       | The Sword                  |
|                    |                     |     |                             |                            |
| 13.11.2018         |                     | 03  | Razz                        | Razz                       |
|                    |                     |     |                             |                            |
| 13.11.2018         |                     | 04  | Flori pentru She-Ra         | Flowers for She-Ra         |
|                    |                     |     |                             |                            |
| 13.11.2018         |                     | 05  | Poarta mării                | The Sea Gate               |
|                    |                     |     |                             |                            |
| 13.11.2018         |                     | 06  | Eroare de sistem            | System Failure             |
|                    |                     |     |                             |                            |
| 13.11.2018         |                     | 07  | În umbra regatului Mystacor | In the Shadows of Mystacor |
|                    |                     |     |                             |                            |
| 13.11.2018         |                     | 08  | Balul prințeselor           | Princess Prom              |
|                    |                     |     |                             |                            |
| 13.11.2018         |                     | 09  | Prințesele joacă în echipă  | No Princess Left Behind    |
|                    |                     |     |                             |                            |
| 13.11.2018         |                     | 10  | Farul                       | The Beacon                 |
|                    |                     |     |                             |                            |
| 13.11.2018         |                     | 11  | Promisiunea                 | Promise                    |
|                    |                     |     |                             |                            |
| 13.11.2018         |                     | 12  | Speranța                    | Light Hope                 |
|                    |                     |     |                             |                            |
| 13.11.2018         |                     | 13  | Bătălia Lunei Clare         | The Battle of Bright Moon  |
|                    |                     |     |                             |                            |